# دهستان علی‌آباد (هشترود)
دهستان علی‌آباد (هشترود) نام دهستانی در بخش مرکزی شهرستان هشترود، استان آذربایجان شرقی در ایران است. براساس سرشماری مرکز آمار ایران در سال ۱۳۸۵، جمعیت آن ۵۵۹۵ نفر (۱۲۳۱ خانوار) بوده‌است.